# Dave McKean
Pour les articles homonymes, voir McKean.
David McKean est un artiste britannique, né le 29 décembre 1963 à Maidenhead, en Angleterre. Il est à la fois illustrateur, photographe, graphiste, dessinateur de comics, réalisateur et musicien. Son travail pictural est un mélange de dessin, de peinture, de photographie, de collage, d'infographie et de sculpture.

## Biographie

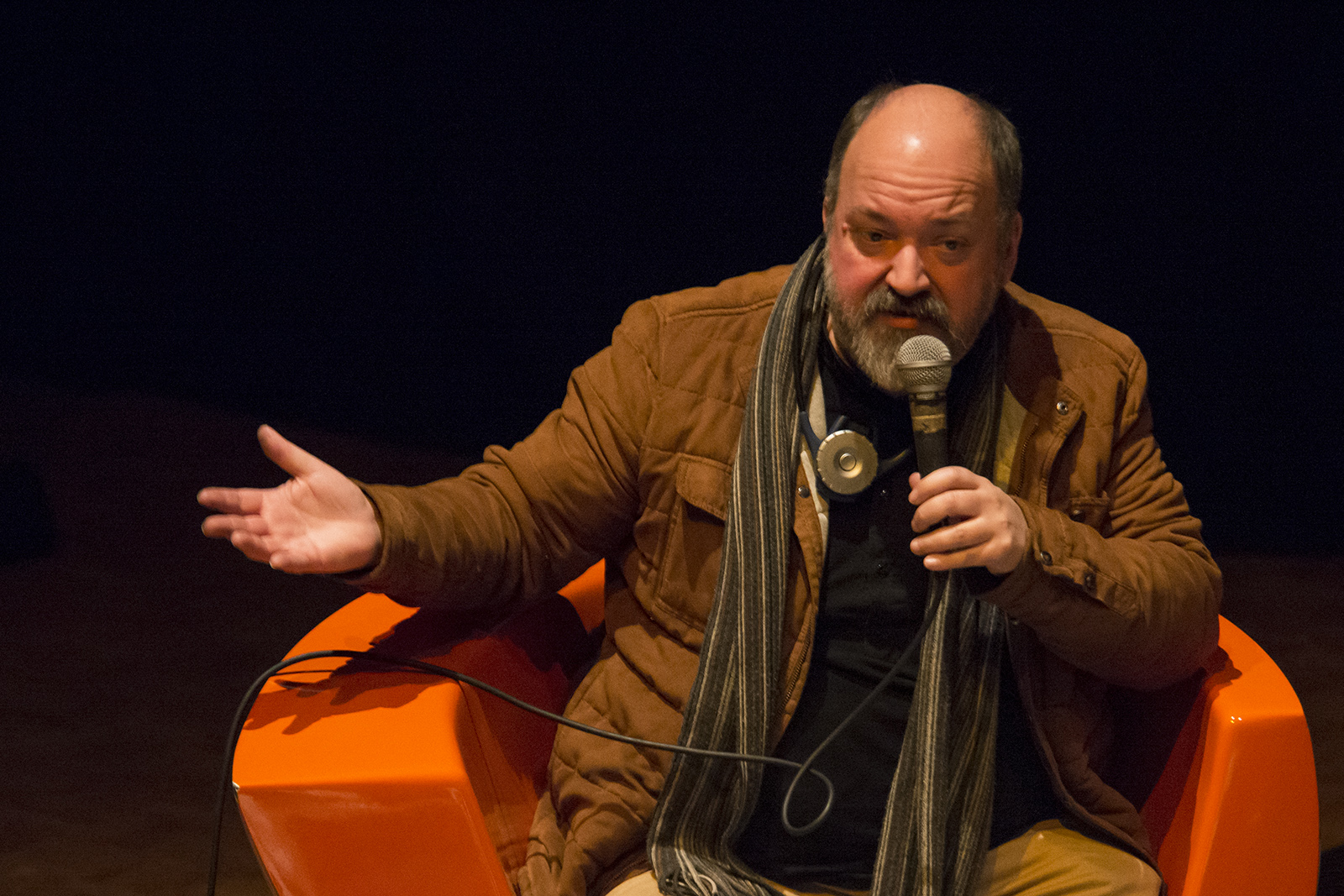
Dave McKean au Festival d'Angoulême 2018.

Après un séjour à New-York en 1986 durant lequel il n'a pas trouvé de travail en tant qu'auteur de bande dessinées, Mckean a rencontré l'écrivain britannique Neil Gaiman et le duo a collaboré à un court roman graphique sur la résurgence des souvenirs traumatiques des enfants, Violent Cases, publié en 1987. En 1988 il dessine la minie série Black Orchid (Orchidée noire), toujours sur un scénario de Gaiman, et réalise les couvertures de Hellblazer pour DC Comics. Il a commencé en 1989 à produire les couvertures pour Sandman, l'œuvre maîtresse de Gaiman.
Avec le même, il signera aussi des contes illustrés, comme Le jour ou j'ai échangé mon père contre deux poissons rouges ou Des loups dans les murs.
Il est aussi l'illustrateur d'Arkham Asylum scénarisé par Grant Morrison, BD peinte située dans l'univers de Batman, et plus spécialement centrée autour des criminels déments enfermés à Arkham. Cette œuvre magistrale a marqué un tournant dans l'histoire du comics et son industrie, encourageant ainsi les éditeurs à sortir des formats classiques (mainstream) pour s'orienter vers des histoires plus graphiques, davantage aptes à toucher un nouveau public adepte de « beaux livres ». Arkham Asylum est encore aujourd'hui admiré pour son esthétique propre et pour la perspective sombre qu'il apporta à Batman et à son univers. Il demeure une référence incontournable du comics,.
Il illustre aussi des albums de musique d'Alice Cooper, Tori Amos, Machine Head, Michael Nyman, Testament, Front Line Assembly.
En 2006, McKean réalisa MirrorMask, film qui sortit en France directement en DVD. En 2008, il participe à l'album collectif Premières fois (éditions Delcourt), sous la direction de David Chauvel. Il réalise en 2014 le film Luna.

## Œuvres

### Œuvres traduites en français
- Orchidée noire (dessin), avec Neil Gaiman (scénario), Zenda :

1. Secrets, 1989  (ISBN 287687024X).
2. Asile, 1990  (ISBN 2876870347).
3. Paradis, 1990  (ISBN 2876870479).

- Les Fous d'Arkham (dessin), avec Grant Morrison (scénario), Comics USA, 1990  (ISBN 2876951150).
- Violent Cases (dessin), avec Neil Gaiman (scénario), Zenda, 1992  (ISBN 2876871157).
- La Comédie tragique ou la Tragédie comique de Mr. Punch (dessin), avec Neil Gaiman (scénario), Reporter, 1997  (ISBN 2908710102).
- Cages, Delcourt, coll. « Contrebande », 1998  (ISBN 2840552086).
- Le jour où j'ai échangé mon père contre deux poissons rouges (dessin), avec Neil Gaiman (scénario), Delcourt, 2000  (ISBN 2840555573).
- Des loups dans les murs (dessin), avec Neil Gaiman (scénario), Delcourt, 2003  (ISBN 2847893261).
- Échos graphiques, Delcourt, coll. « Contrebande » :

1. Échos graphiques, 2003  (ISBN 2847890025).
2. Livre 2, 2018  (ISBN 9782413010470).

- Masquemiroir (dessin), avec Neil Gaiman (scénario), Reporter, 2007  (ISBN 2908710463).
- Le Sauvage, Gallimard Jeunesse, 2010  (ISBN 9782070622795).
- Celluloid, Delcourt, coll. « Erotix », 2011  (ISBN 9782756023250).
- Signal to noise : Signal / Bruit (dessin), avec Neil Gaiman (scénario), Au Diable vauvert, 2011  (ISBN 9782846263894).
- Mes cheveux fous (dessin), avec Neil Gaiman (scénario), Au Diable vauvert, 2012  (ISBN 9782846263887).
- Black Dog : Les Rêves de Paul Nash, Glénat, 2017  (ISBN 9782344024027).
- Raptor, Futuropolis, 2022  (ISBN 9782754832939).
- Prompt : Conversations avec une Intelligence Artificielle, Barbier, 2024  (ISBN 9782494377127).

### Recueils d'illustrations
- (en),(fr),(nl) Narcolepsy, Beeld Beeld, 2003  (ISBN 096420696X).
- (fr) Les Couvertures de Sandman, Reporter, 2004  (ISBN 2908710404).
- (en) Squink, Allen Spiegel Fine Arts et Bdartist(e), 2010  (ISBN 9781934298046).
- (en) Postcards from Paris, Allen Spiegel Fine Arts et Bdartist(e), 2010  (ISBN 9781934298053).
- (en) Dust Covers: The Collected Sandman Covers 1989-1997, Vertigo, 2014  (ISBN 9781401250669).
- (fr) Caustic, Barbier & Mathon, 2019  (ISBN 9782919243303).

### Films
Sauf indication contraire, les informations mentionnées dans cette section peuvent être confirmées par la base de données cinématographiques IMDb,  présente dans la section « Liens externes ».
- 2002 : N[eon] (court-métrage)
- 2006 : MirrorMask
- 2014 : Luna

## Distinctions
- 1992 :
  - Prix Harvey de la meilleure nouvelle série pour Cages
  -  Prix Caran-d'Ache de l'illustrateur étranger, pour l'ensemble de son œuvre
- 1993 : Prix Eisner du meilleur album pour Signal to Noise (avec Neil Gaiman) et de la meilleure maquette pour Sandman : La Saison des brumes
- 2000 : prix de l'enseignement 41 pour le Jeune public pour Le jour ou j'ai échangé mon père contre deux poissons rouges
  - Prix Harvey du meilleur album reprenant des travaux auparavant publiés pour Cages
  - Prix Ignatz du meilleur recueil pour Cages
  -  Alph-Art du meilleur album étranger au festival d'Angoulême pour Cages[6]
- 2010 : Finaliste Médaille Kate-Greenaway[7] pour ses illustrations de Crazy Hair (texte de Neil Gaiman)
- 2011 : Prix Sorcières[8], catégorie Roman ado, pour Le Sauvage, texte de David Almond
- 2012 : Finaliste Médaille Kate-Greenaway[7] pour ses illustrations de Slog’s Dad (auteur du texte également)
- 2014 : Finaliste Médaille Kate-Greenaway[7] pour ses illustrations de Mouse, Bird, Snake, Wolf  (texte de David Almond)
- 2018 : Invité d'honneur du festival BDFil à Lausanne[9]